# Kozlov (Mladějov)
Kozlov je malá vesnice, část obce Mladějov v okrese Jičín. Nachází se asi 2,5 km na západ od Mladějova. V roce 2009 zde bylo evidováno 15 adres. V roce 2001 zde trvale žilo 21 obyvatel.
Kozlov leží v katastrálním území Roveň u Sobotky o výměře 2,55 km².

## Další fotografie

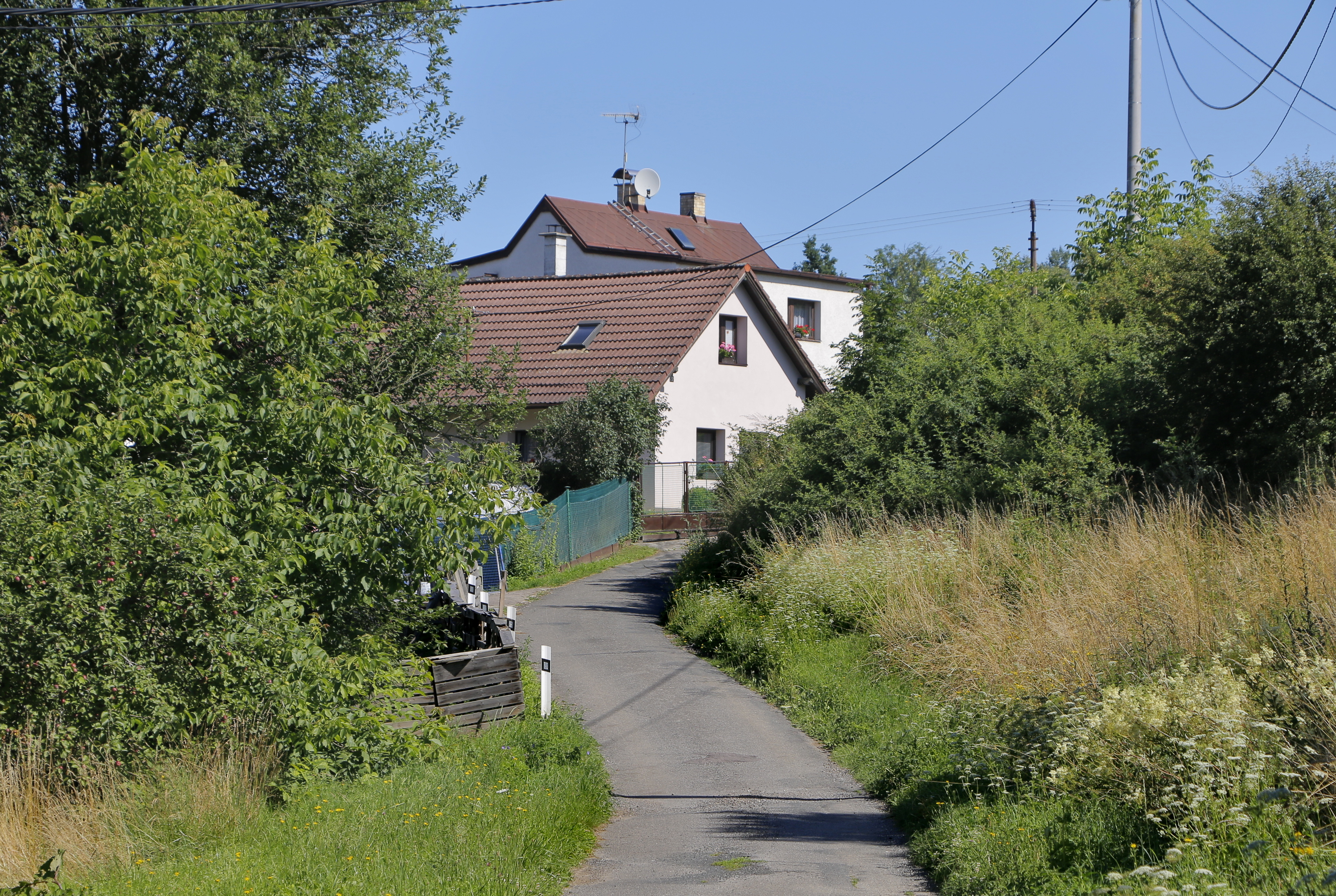
Severní část vesnice
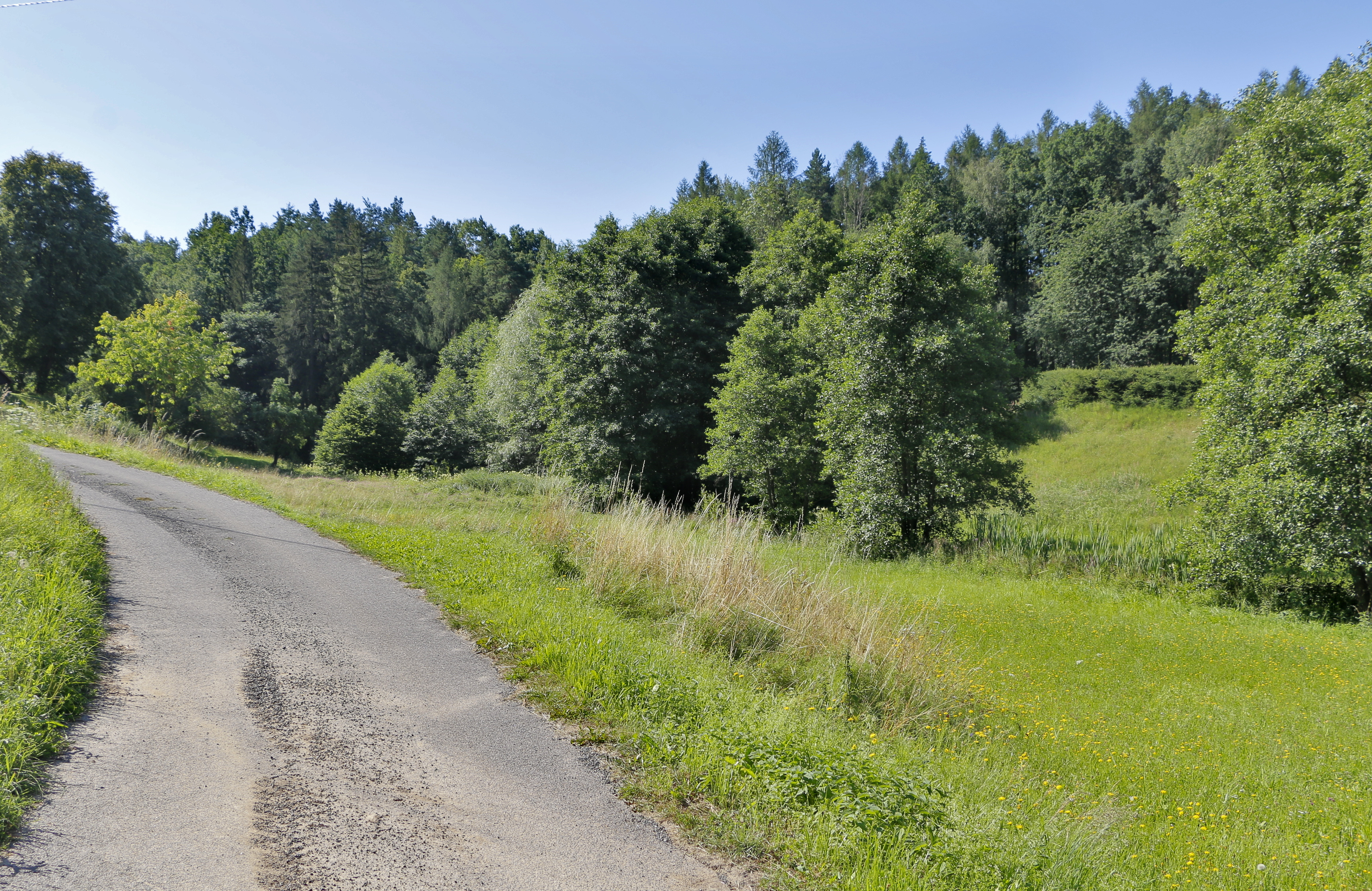
Krajina u vesnice
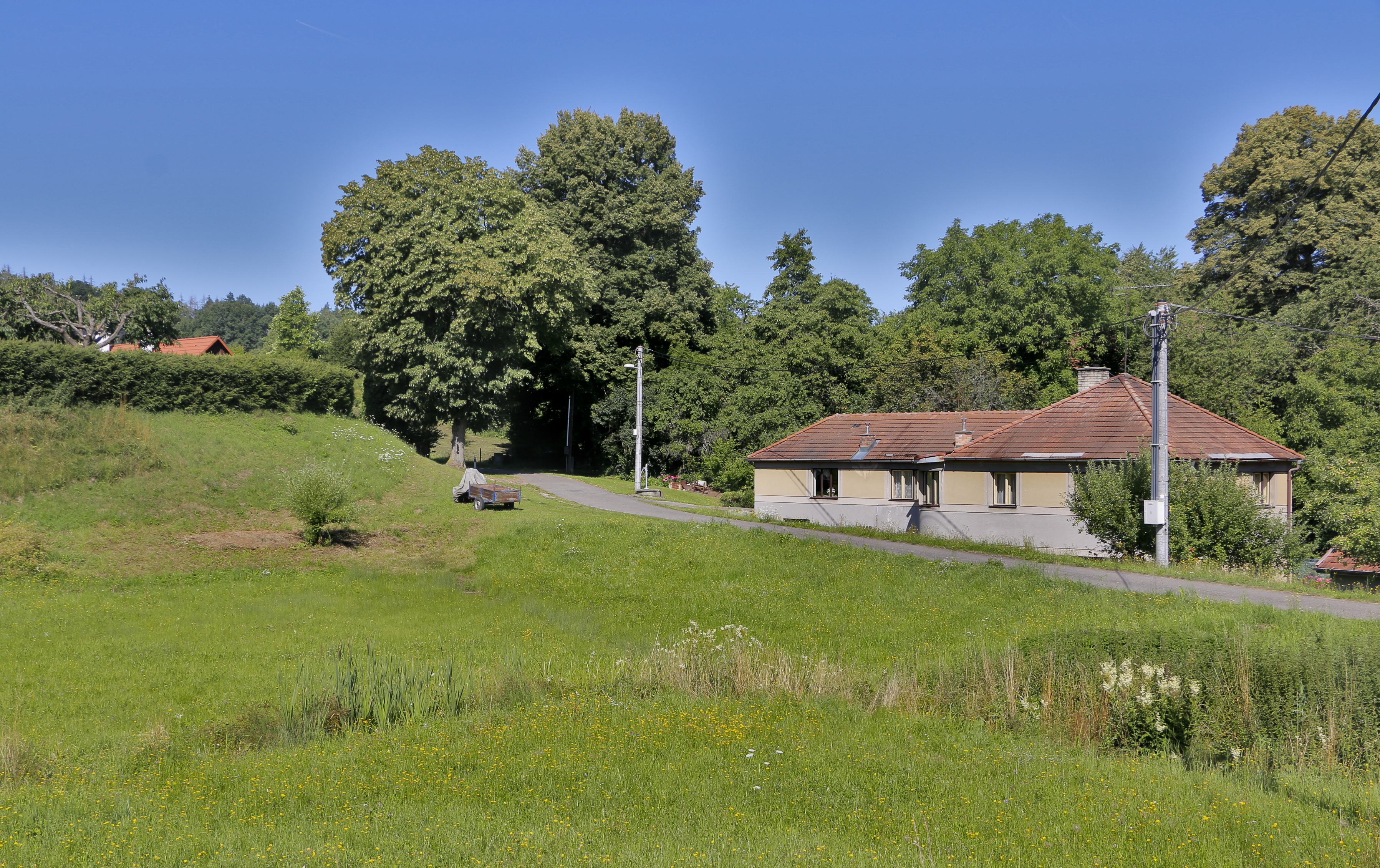
Lípy a dům čp. 12
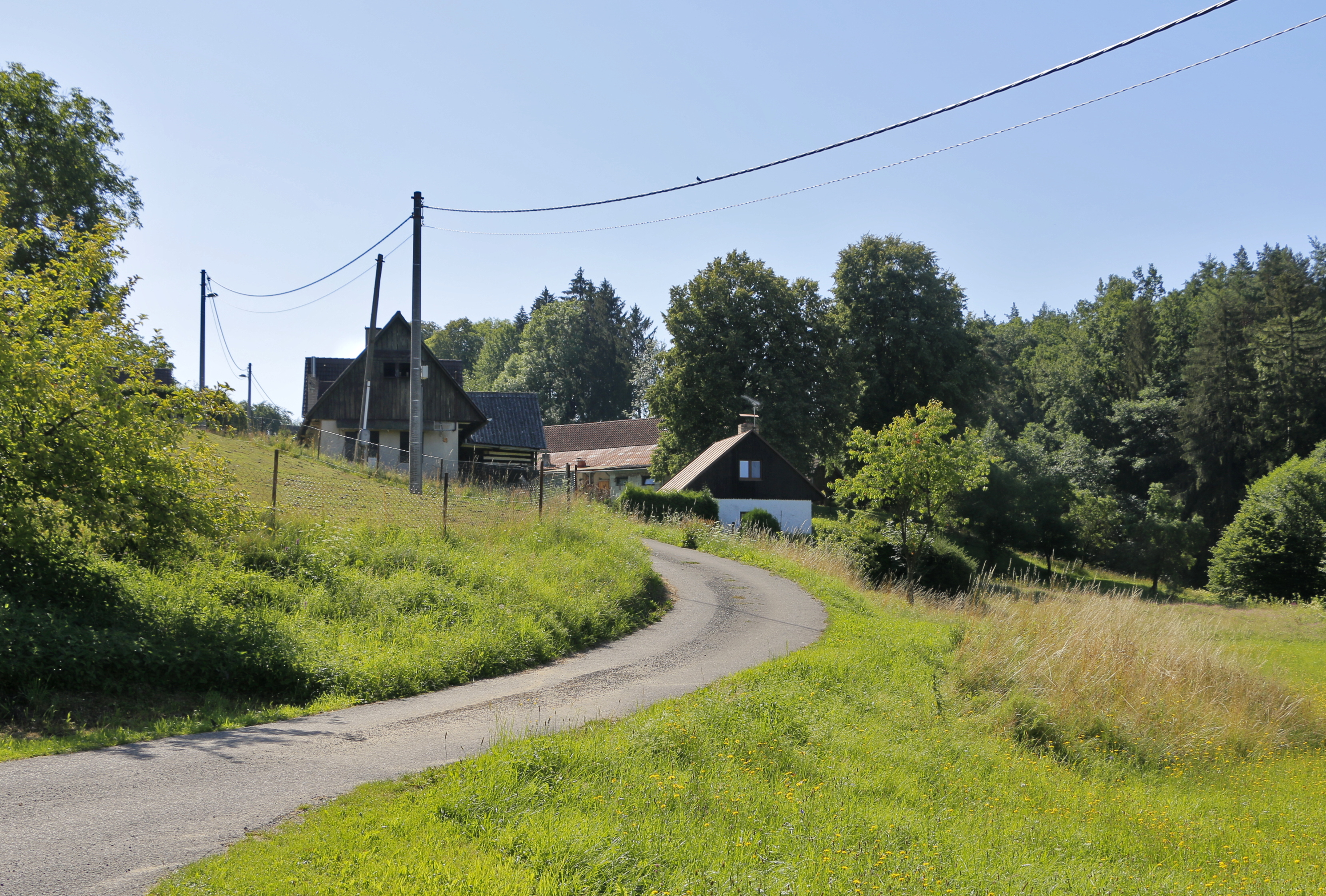
Domky na jihu